# Wiedemannia thomasi
Wiedemannia thomasi är en tvåvingeart som beskrevs av Vaillant 1968. Wiedemannia thomasi ingår i släktet Wiedemannia och familjen dansflugor. Inga underarter finns listade i Catalogue of Life.